# Морські відклади

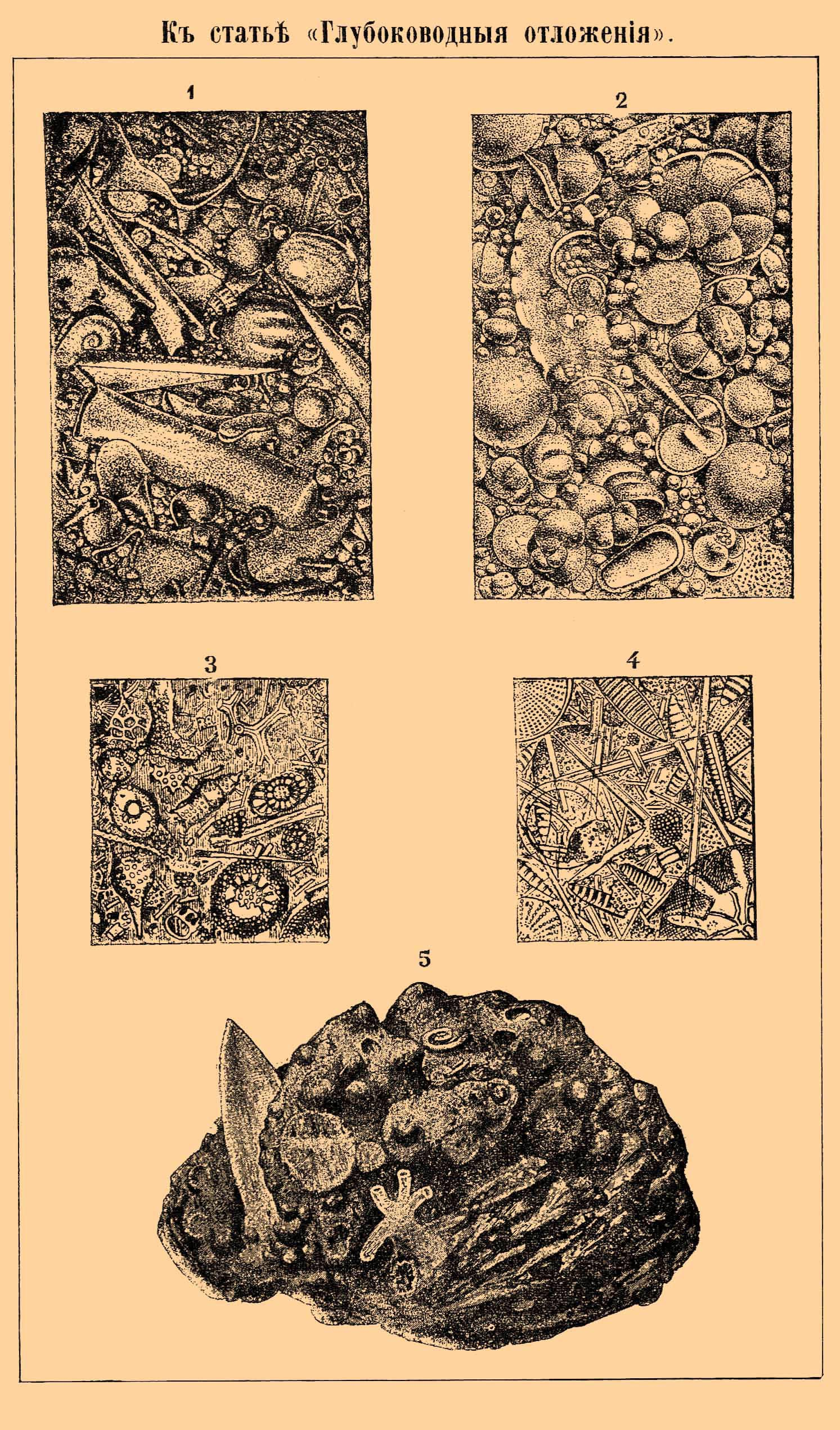
Морські відклади

Морські відклади (рос. морские отложения, англ. marine sediments, sea sediments; нім. Meeresablagerungen f pl, Meeressedimente n pl) — донні осади сучасних і древніх морів і океанів Землі. Переважають над континентальними відкладами, складаючи понад 75% загального об'єму осадової оболонки континентів і практично весь осадовий чохол сучасного Світового океану.
До М.в. належать більшість вапняків, доломіту, мергелей, кременистих і глинистих порід, значна частина алевролітів, пісковиків, конґломератів. Багато метаморфічних гірських порід (ґнейси, сланці, мармури) спочатку нагромаджувалися як М.в.

## Класифікація
За походженням діляться на теригенні, біогенні, вулканогенні і хемогенні.
За речовинним складом на алюмосилікатні (уламкові і глинисті), карбонатні (вапнякові і доломітові), кременисті, залізисті, сапропелеві, фосфатні і ін.; нагромаджуються в широкому діапазоні фаціальних умов.
За глибиною басейну розрізнюють мілководні (до 200 м) і глибоководні (200 — 11000 м).